# جيسيكا فييفر
ميشيل جيسيكا فييفر (بالإنجليزية: Michèle-Jessica Fièvre)‏ (من مواليد دولة هايتي في 29 أبريل 1981)، هي كاتبة وومُعلمة في فلوريدا منذ عام 2002.

## سيرتها الذاتية
وُلدت فييفر في بورت أو برنس وتعلمت هناك، حيث حصلت على شهادة بكالوريوس من جامعة باري ووزارة الخارجية في الكتابة الإبداعية من جامعة فلوريدا الدولية. نشرت فييفر بنفسها روايتها الغامضة الأولى نار الانتقام Le Feu de la vengeance وهي بعمر 16 سنة. وفي سن التاسعة عشر، وقعت أول عقد كتاب لها على رواية للشباب الصغار. كانت فييفرمحررة لمختارات أنيسي يتحدث للأراضي، والشاي المجذاف، وتحدث الأرض عام 2001. تعمل فييفر كسكرتيرة الكاتبات من أصل هايتي، وهي منظمة مقرها في ولاية فلوريدا. نشرت فييفر قصصًا باللغتين الإنجليزية والفرنسية في العديد من المجلات الأدبية الأمريكية. كما عملت كمترجمة ومدرسة في مدرسة للتعليم الإعدادي في ديفي. وفي الآونة الأخيرة، شغلت فييفر منصب أستاذ في كلية ميامي داد، وعملت كمحررة للمجلة الأدبية شظية من الحجر Sliver of Stone.
تترأس فييفر أيضًا شركة لورني لكتب فلوريدا للنشر.

## أعمالها المختارة
- الوحش، رواية (1999)
- الرجل ذو المعطف الاصفر، قصص (2000)
- رهاب التاباس، رواية (2001)
- تمثال الشر، أدب الشباب (2001)
- رجال باللون الأحمر: الكسوف، رواية (2003)
- الوحش الثاني: تحول، رواية (2005)
- مغامرات صوفي (2007)
- شبح ليسبث، أدب الشباب (2007)
- الهايتية الإملائية، رواية (2011)
- أنا أراكم، أدب الأطفال (2013) باللغات الإنجليزية والفرنسية.
- سماء الفوضى (2015)

## روابط خارجية
- "The Whimsical Project, author's official web site". مؤرشف من الأصل في 2019-08-19.